# (385250) 2001 DH47
(385250) 2001 DH47 – planetoida zaliczana do Trojańczyków Marsa. Została odkryta 20 lutego 2001 roku w Socorro w ramach programu LINEAR. Nazwa planetoidy jest oznaczeniem tymczasowym.

## Orbita
(385250) 2001 DH47 okrąża Słońce w średniej odległości ok. 1,52 au w czasie 1 roku i 322 dni. Jest to planetoida, która znajduje się w punkcie równowagi Lagrange’a L5 na orbicie Marsa w odległości ok. 60° za planetą. Jest zaliczana również do grupy obiektów przecinających orbitę Marsa.